# Bosquetina
Bosquetina is een geslacht van kreeftachtigen uit de klasse van de Ostracoda (mosselkreeftjes).

## Soorten
- Bosquetina askaniana Scheremeta, 1969 †
- Bosquetina bacca Hu, 1984 †
- Bosquetina carinata Hu, 1978 †
- Bosquetina carinella (Reuss, 1850) Ruggieri, 1962 †
- Bosquetina concepcionensis Bold, 1960 †
- Bosquetina curta (Bassiouni, 1962) Uffenorde, 1981 †
- Bosquetina dentata (Mueller, 1894) Keij, 1957
- Bosquetina fenestrata (Brady, 1880) Ducasse & Peypouquet, 1979
- Bosquetina lienenklausi Witt, 1967 †
- Bosquetina marginatostriata (Seguenza, 1880) Bold, 1966 †
- Bosquetina nativa (Mandelstam, 1960) †
- Bosquetina paralella Gou in Gou, Chen, Guan, Jian, Liu, Lai & Chen, 1981 †
- Bosquetina pectinata (Bosquet, 1852) Keij, 1957 †
- Bosquetina plauta (Guan, 1978) Gou in Gou, Chen, Guan, Jian, Liu, Lai & Chen, 1981 †
- Bosquetina reticulata (Scheremeta, 1969) Brestenska, 1975 †
- Bosquetina retusa Doruk, 1979 †
- Bosquetina rhodiensis Sissingh, 1972 †
- Bosquetina zalanyii Brestenska, 1975 †